# Eodromaeus
Eodromaeus là một chi khủng long theropoda cơ bản sống vào thời kỳ Trias muộn tại nơi ngày nay là Argentina. Eodromaeus là một khủng long tương đối nhỏ, chiều dài toàn thân khoảng 1,2 mét (3,9 ft), cân nặng là 5 kilôgam (11 lb). Không rõ tốc độ của Eodromaeus là bao nhiêu, nhưng có giả thuyết rằng nó chạy nhanh tới 30 kilômét trên giờ (19 mph).